# Dichrogaster bicolor
Dichrogaster bicolor là một loài tò vò trong họ Ichneumonidae.